# 蜂須賀隆長
蜂須賀 隆長（はちすか たかなが）は、阿波国富田藩の第2代藩主。阿波徳島藩2代藩主・蜂須賀忠英の五男・蜂須賀隆喜の長男。母は岡本氏（要受院）。
正室は慈光寺仲学の娘。子は1男1女。養子に蜂須賀隆寿（蜂須賀綱矩の3男）、蜂須賀正員（蜂須賀綱矩の四男）、養女（蜂須賀隆重の7女、南部利幹正室）がいる。官位は従五位下。飛騨守。通称は吉之助、頼母。

## 生涯
先代藩主・蜂須賀隆重の嫡男・正上が早世していたため、元禄12年（1699年）12月12日に隆重の養嗣子となる。同年12月28日、将軍・徳川綱吉に御目見する。元禄13年（1700年）12月21日、従五位下下総守に叙任する。後に飛騨守に改める。
宝永2年（1705年）12月16日、養父隆重の隠居により家督を相続した。
正徳4年（1714年）9月17日に死去、41歳。法号は鶴峰院殿定応大心大居士。墓所は東京都台東区松が谷の海禅寺。

## 系譜
- 父：蜂須賀隆喜（1643-1698）
- 母：要受院 - 岡本氏
- 養父：蜂須賀隆重（1634-1707）
- 正室：慈光寺仲学の娘
  - 長男：蜂須賀清隆 - 吉之丞
  - 長女
- 養子
  - 男子：蜂須賀隆寿（1694-1756） - 蜂須賀綱矩の三男
  - 男子：蜂須賀正員（1709-1735） - のち宗員。蜂須賀綱矩の四男
  - 女子：春姫 - 南部利幹正室、蜂須賀隆重の七女